# Ladies' Code
Ladies' Code (tiếng Hàn Quốc: 레이디스 코드) là một nhóm nhạc nữ Hàn Quốc được thành lập bởi Polaris Entertainment vào năm 2013. Đội hình ban đầu của nhóm gồm trưởng nhóm Ashley, RiSe, EunB, Sojung, và Zuny. Nhóm ra mắt với mini-album Code#01 Bad Girl được phát hành vào 7 tháng 3 năm 2013. Họ đã rời Polaris Entertaiment sau khi hết hợp đồng vào 17-2-2020
Vào ngày 3 tháng 9 năm 2014, nhóm gặp một tai nạn xe hơi nghiêm trọng gây nên cái chết của hai thành viên EunB và RiSe. Ladies' Code quay trở lại hoạt động như một nhóm nhạc ba người vào tháng 2 năm 2016 với album đĩa đơn Myst3ry.

## Lịch sử

### Trước khi ra mắt
Trước khi thành lập nhóm, hầu hết các thành viên đều có một số kinh nghiệm trong làng giải trí.
RiSe tham gia Hoa hậu Hàn Quốc 2009 với tư cách là đại diện của Nhật Bản, và giành được Giải thưởng Người nước ngoài của Hàn Quốc. Cô đã trở nên nổi tiếng nhờ tham gia chương trình tài năng mang tên Star Audition: The Great Birth và đứng trong Top 12. Sau đó, cô xuất hiện cùng với thí sinh Star Audition David Oh trong vai một cặp đôi trong chương trình thực tế We Got Married vào năm 2011. RiSe sau đó đã đăng nhập với KeyEast trước khi chuyển đổi đại lý vào năm 2013.
EunB trước đây là một thực tập sinh của FNC Entertainment, nơi cô ấy nằm trong đội hình ban đầu của AOA. Tuy nhiên, cô ấy đã rời công ty trước khi nhóm ra mắt vì cô ấy cảm thấy mình cần thêm kinh nghiệm với tư cách là một thực tập sinh.
Sojung đã lọt vào vòng chung kết và lọt vào top 8 của The Voice of Korea mùa đầu tiên.
Ashley, trước khi ra mắt, được biết đến với việc đăng tải các bản cover dance của các bài hát K-pop lên YouTube và là một cựu thực tập sinh của Cube Entertainment. Zuny chủ yếu được biết đến là một cựu thực tập sinh của BigHit Entertainment.

### 2012–13:Bad GirlvàPretty Pretty
Năm 2012, Ladies' Code bắt đầu ghi âm album ra mắt của họ. Vào ngày 20 tháng 2 năm 2013, Sojung xác nhận rằng cô sẽ tham gia 1 nhóm nhạc mới bởi Polaris Entertainment và họ sẽ ra mắt vào tháng 3. Ngày 25 tháng 2, Polaris Entertainment đã bắt đầu phát hành video teaser cho thành viên đầu tiên là RiSe, 3 thành viên tiếp theo được tung lần lượt là Sojung vào ngày 26 tháng 2, EunB là 27 tháng 2, Zuny là 28 tháng 2. Ngày 1 tháng 3 năm 2013, tung teaser của Ashley, đồng thời vừa là trưởng nhóm và cũng là thành viên cuối cùng trong nhóm. Ngày 4 tháng 3 năm 2013, họ phát hành video teaser ra mắt của họ.
Ngày 7 tháng 3 năm 2013, Ladies' Code ra mắt album đầu tiên mang tên Code#01 với bài hát chủ đề là Bad Girl. Vài ngày sau khi ra mắt, bài hát của họ đạt được những thành tích tốt trong bảng xếp hạng âm nhạc bao gồm Bugs, Soribada, Mnet và Daum, và cuối cùng xếp hạng 34 trên bảng xếp hạng âm nhạc Gaon Digital Chart. Họ đã có màn biểu diễn đầu tiên tại M! Countdown vài ngày sau ra mắt cho đến chương trình Inkigayo vào ngày 21 tháng 4.
Đĩa đơn kỹ thuật số đầu tiên của họ mang tên Hate You vào ngày 6 tháng 8 năm 2013 cho sự trở lại mini-album thứ 2 của họ. Sự trở lại của nhóm ban đầu được ấn định vào ngày 25 tháng 7 năm 2013, tuy nhiên thành viên Zuny đã gặp phải một chấn thương chân không mong muốn khiến sự trở lại của họ phải lùi lại cho đến tháng 8. Bài hát đã đứng thứ hạng cao trên các bảng xếp hạng thời gian thực, đạt được vị trí quán quân đầu tiên trên Bugs Music và lọt vào top 10 trong bốn bảng xếp hạng âm nhạc khác.
Vào ngày 21 tháng 8 năm 2013, Ladies 'Code thông báo sự trở lại của họ cho mini-album thứ hai, Code # 02 Pretty Pretty, được phát hành vào ngày 5 tháng 9 năm 2013.

### 2014: "So Wonderful" và "Kiss Kiss". Tai nạn giao thông làm EunB và RiSe qua đời
Polaris Entertainment thông báo vào ngày 4 tháng 2 năm 2014 rằng nhóm sẽ trở lại với đĩa đơn kỹ thuật số thứ hai "So Wonderful". Một đoạn cắt của video teaser đầu tiên được phát hành vào ngày 6 tháng 2 năm 2014 cho thấy thành viên Kwon Rise nằm trong bọc nhựa trong suốt. Đoạn teaser sau đó đã được phát hành trực tuyến vào ngày hôm sau với đoạn teaser thứ hai vào ngày 10 tháng 2. Bài hát được sản xuất bởi Super Changddai, người đã làm việc với nhóm kể từ khi họ ra mắt. Đĩa đơn cùng với video âm nhạc đi kèm được phát hành vào ngày 13 tháng 2 năm 2014, với việc nhóm biểu diễn bài hát lần đầu tiên trên M!Countdown cùng ngày.
Vào ngày 31 tháng 7 năm 2014, Ladies 'Code tiết lộ hình ảnh teaser của đĩa đơn mới "Kiss Kiss" và phát hành video teaser vào ngày hôm sau. Đoạn video teaser thứ hai có tất cả các thành viên tái hiện những cảnh hôn như câu chuyện cổ tích "Hoàng tử ếch" được phát hành vào ngày 5 tháng 8 năm 2014. Vào ngày 6 tháng 8 năm 2014, video âm nhạc cho "Kiss Kiss" được phát hành trực tuyến và đĩa đơn được phát hành vào ngày 7 tháng 8 năm 2014. Một đĩa đơn CD phiên bản giới hạn "Kiss Kiss" cũng được phát hành. Nhóm đã bắt đầu quảng bá cho bài hát trên Music Bank của KBS vào ngày hôm sau.
Vào ngày 1 tháng 9 năm 2014, Ashley tiết lộ rằng nhóm đang trong quá trình làm việc cho một album mới, mặc dù đó là một mini-album hay full-length album vẫn chưa được biết.

### Tai nạn giao thông và cái chết của EunB, RiSe
Vào khoảng 1:30 sáng (giờ Hàn Quốc) ngày 3 tháng 9 năm 2014, nhóm đã gặp vào một vụ va chạm xe hơi nghiêm trọng khi đang trở về Seoul sau khi tham gia buổi ghi hình của KBS "Open Concert" tại DGIST. Người quản lý của nhóm, ông Park, là người điều khiển phương tiện lúc đó đã di chuyển với vận tốc 137 km/h (85 dặm/giờ) trong khu vực 100 km/h (62 dặm/giờ) trong khoảng cách 30 km (19 dặm). Trời mưa khiến cho con đường trơn trượt, tài xế Park bất ngờ mất lái, khiến chiếc xe của nhóm tuột bánh xe lái và trượt vài vòng trước khi đâm vào bức tường bảo vệ ở khu vực lân cận Giao lộ Singal trên đường cao tốc Yeongdong.
EunB được tuyên bố là đã tử vong tại chỗ, theo như ở hiện trường cảnh sát cho rằng do lực tác động lên xe quá mạnh khiến cô bị văng ra khỏi xe và trên tay thì vẫn ôm gấu bông Fan tặng đẫm máu,  trong khi sáu hành khách còn lại được đưa đến các bệnh viện khác nhau. Sojung và RiSe, những người bị thương nặng nhất, đã được đưa đến Bệnh viện St. Vincent của Đại học Công giáo Hàn Quốc ở Suwon, trong tình trạng nguy kịch. Tình trạng của RiSe nhanh chóng xấu đi và cô ấy được chuyển đến Bệnh viện Đại học Ajou, RiSe bị tổn thương não, hôn mê sâu, ca phẫu thuật cho RiSe buộc phải dừng vì tuột huyết áp quá thấp mất khả năng cứu chữa, cô ấy cuối cùng qua đời 4 ngày sau đó vào ngày 7 tháng 9 năm 2014, lúc 10:10 sáng (KST). Tình trạng của Sojung khi được đưa vào viện được chẩn đoán là bị gẫy xương hàm, tổn thương khuôn mặt, phải trải qua nhiều giờ đồng hồ để phẫu thuật. Ashley, Zuny, Park, và một nhà tạo mẫu cũng bị thương nhẹ. Vào ngày 29 tháng 10, Ashley và Zuny được xuất viện và dành thời gian hồi phục tại nhà riêng của họ, trong khi Sojung được chuyển đến bệnh viện ở quê hương Wonju của cô ấy. [43] [44] Họ trở về ký túc xá của nhóm ở Seoul vào ngày 12 tháng 11, với Sojung tiếp tục được điều trị ngoại trú. [45]
Cuộc điều tra được tiến hành bởi Viện Điều tra Khoa học Quốc gia (NISI), đã tiết lộ và xác nhận rằng nguyên nhân của vụ va chạm là do lái xe quá tốc độ quy định và lốp sau của chiếc xe van bị bung ra do tác động của chiếc xe tải đâm vào tường bảo vệ. [46] Có thông tin cho rằng không có túi khí nào của chiếc xe tải được triển khai tại thời điểm va chạm, trong khi lời kể của nhân chứng cho biết chiếc xe đã lăn nhiều lần sau khi va vào bức tường bảo vệ. Một nhân viên cứu thương có mặt tại hiện trường sau đó báo cáo rằng anh ta "không nhớ việc tháo bất kỳ dây an toàn nào" khi cố gắng giúp đỡ những hành khách bị thương. [47]
5/9/2014, tang lễ của EunB được tổ chức tại nhà tang lễ bệnh viện Anam, tiễn cô gái mới 22 tuổi về nơi an nghỉ. Sojung không xuất hiện do tình trạng đang diễn biến nặng, RiSe hôn mê sâu và chuyển biến xấu. 10h10 sáng 7/9/2014 RiSe qua đời ở tuổi 23 sau 4 ngày kiên cường chiến đấu, 9/9/2014 tang lễ của RiSe được tổ chức cùng nơi với EunB - nhà tang lễ Anam. Sojung xuất hiện trên chiếc xe lăn cố gắng tiến đưa người bạn lần cuối. Tro cốt của RiSe được đưa về Nhật, nơi cô sinh ra và lớn lên.
Sau cái chết của EunB và RiSe, bài hát của nhóm đạt được thứ hạng cao trên bảng xếp hạng âm nhạc khi người hâm mộ của nhóm bắt đầu đăng tin nhắn trên các cộng đồng trực tuyến và SNS khuyến khích mọi người nghe bài hát "I'm Fine Thank You" (từ EP thứ hai Pretty Pretty của nhóm) như một lời tri ân và để thực hiện ước mơ của EunB là đứng đầu trên các bảng xếp hạng âm nhạc. Lời bát hài đầy ý nghĩa trở nên thật đau thương vào thời điểm ấy "Ngày hôm nay, tớ đã khóc / Hãy mãi mãi hạnh phúc nhé, tạm biệt cậu / Tớ ổn mà, cảm ơn, cảm ơn, cảm ơn cậu". Bài hát cuối cùng đã đứng đầu một số bảng xếp hạng âm nhạc thời gian thực bao gồm Melon, Bugs, Genie, Monkey3 và Olleh, [48] [49] cũng đạt vị trí thứ ba trên Gaon Singles Chart, trở thành đĩa đơn xếp hạng cao nhất của họ. Cả "I'm Fine Thank You" và "Kiss Kiss" cũng sẽ tiếp tục ra mắt ở vị trí thứ sáu và thứ 21 trên bảng xếp hạng Billboard World Digital Songs, đánh dấu hai mục đầu tiên của nhóm trên bảng xếp hạng.
Buổi biểu diễn cuối cùng của nhóm với cả năm thành viên được phát sóng trên đài KBS vào ngày 14 tháng 9 năm 2014, kết thúc với sự tôn vinh EunB và RiSe. Vào ngày 15 tháng 9 năm 2014, Polaris Entertainment đã phát hành một video ca nhạc tưởng nhớ "I'm Fine Thank You", sử dụng cảnh hậu trường của nhóm để tôn vinh EunB và RiSe.
Vào ngày 12 tháng 11 năm 2014, Park bị bắt và bị truy tố với tội danh gây ra một vụ va chạm chết người theo Đạo luật về các trường hợp đặc biệt liên quan đến giải quyết tai nạn giao thông và bị kết án 1 năm 2 tháng tù giam vào ngày 15 tháng 1 năm 2015. Ngày 25 tháng 3 năm 2015, Park đệ đơn kháng cáo xin giảm án. Vào ngày 8 tháng 4 năm 2015, anh ấy đã đạt được thỏa thuận dàn xếp với cả gia đình EunB và RiSe với số tiền không được tiết lộ. Vào ngày 15 tháng 4 năm 2015, Park kháng cáo thành công và bản án của anh ta được giảm xuống 1 năm và 2 tháng tù treo trong thời hạn hai năm. Anh cũng được yêu cầu thực hiện 160 giờ phục vụ cộng đồng và tham gia 40 giờ học lái xe tuân thủ luật pháp.
Vào ngày 26 tháng 4 năm 2015, có thông tin cho rằng Zuny, Ashley và Sojung đã tiếp tục lịch trình luyện tập của họ trong khi tiếp tục được tư vấn và điều trị theo dõi cho những chấn thương do vụ va chạm.

### 2015–2016: Trở lại với đội hình ba người,Myst3ryvàStrang3r
Ladies 'Code đã tổ chức một buổi hòa nhạc tưởng niệm mang tên "I'm Fine, Thank You: RiSe & EunB Memorial Concert" vào ngày 22 tháng 8 năm 2015, tại Shinagawa Stellar-ball ở Tokyo, Nhật Bản, để tôn vinh ước mơ của RiSe rằng Ladies' Code sẽ một ngày nào đó sẽ biểu diễn ở quê nhà. Buổi hòa nhạc có sự góp mặt của các nghệ sĩ Polaris, bao gồm Kim Bum-soo và Rumble Fish, và màn trình diễn "I'll Smile Even If It Hurts" của Ashley, Sojung và Zuny. Sojung đã tham gia vào quá trình sáng tác và sản xuất của ca khúc.
Vào ngày 3 tháng 9 năm 2015, Sojung và các nghệ sĩ Polaris Kim Bum-soo, IVY, Han Hee-jun, Rumble Fish và Sun Woo đã phát hành bản cover "I'm Fine, Thank You" để tưởng nhớ EunB và RiSe. Một đại diện của Polaris tuyên bố rằng tất cả số tiền thu được từ bài hát sẽ được quyên góp cho tổ chức từ thiện. Các thành viên của Ladies 'Code đã phát hành đĩa đơn kỹ thuật số "I'll Smile Even If It Hurts" vào ngày 7 tháng 9 năm 2015, kỷ niệm một năm ngày mất của RiSe.
Ladies 'Code tại một sự kiện dành cho người hâm mộ ở Shinsegae vào ngày 19 tháng 3 năm 2016.
Vào ngày 23 tháng 1 năm 2016, Ladies 'Code được tiết lộ là đang chuẩn bị cho sự trở lại vào mùa xuân, lần trở lại đầu tiên của họ kể từ sau sự cố và với tư cách là một bộ ba. Polaris Entertainment lưu ý rằng cuối tháng 2 là ngày trở lại dự kiến và giải thích rằng không có kế hoạch tuyển thành viên mới trong tương lai. Album mang tên Myst3ry với ca khúc chủ đề "Galaxy" được phát hành vào ngày 24 tháng 2 năm 2016.
Vào ngày 13 tháng 10 năm 2016, Ladies 'Code phát hành album đơn Strang3r cùng với ca khúc chủ đề "The Rain".

### 2017-2019: Hoạt động solo của các thành viên, "The Last Holiday",Code#3 Set Me Free
Vào ngày 4 tháng 5 năm 2017, Sojung phát hành một ca khúc solo mang tên "Better than Me", và sau đó phát hành một đĩa đơn solo khác, "Stay Here" vào ngày 8 tháng 3 năm 2018.
Ashley ra mắt solo vào ngày 17 tháng 7 năm 2018, với đĩa đơn "Here We Are".
Vào ngày 12 tháng 12 năm 2018, nhóm phát hành đĩa đơn Giáng sinh "The Last Holiday", đây là bản phát hành đầu tiên sau hai năm với tư cách là một nhóm.
Vào tháng 5 năm 2019, Ladies 'Code đã phát hành một đĩa đơn có tựa đề "Feedback".
Vào ngày 10 tháng 10 năm 2019, Ladies 'Code đã phát hành album thứ tư Code # 03 Set Me Free, album thứ ba của họ trong loạt "Code". Album này được phát hành sáu năm sau Code # 02 Pretty Pretty. Đĩa đơn chính cho album thứ tư của họ có tên "Set Me Free", được viết bởi 1Take và TAK.

### 2020: Tạm ngưng hoạt động
Vào ngày 17 tháng 2 năm 2020, Ladies 'Code rời Polaris Entertainment sau khi hết hạn hợp đồng với hãng. Nhóm hiện đang gián đoạn vô thời hạn, với các thành viên theo đuổi sự nghiệp solo.

## Đại sứ
Ladies' Code ký hợp đồng đầu tiên với Pepsi Hàn Quốc vào tháng 8 năm 2013 với tư cách là người mẫu cho chiến dịch 'Open Your Pepsi Now' của công ty này. Tháng 1 năm 2014, nhóm hợp tác cùng Nexon để quảng bá cho bản cập nhật mùa đông của tựa game MMORPG "Mabinogi Heroes".

## Phong cách nghệ thuật

### Phong cách âm nhạc

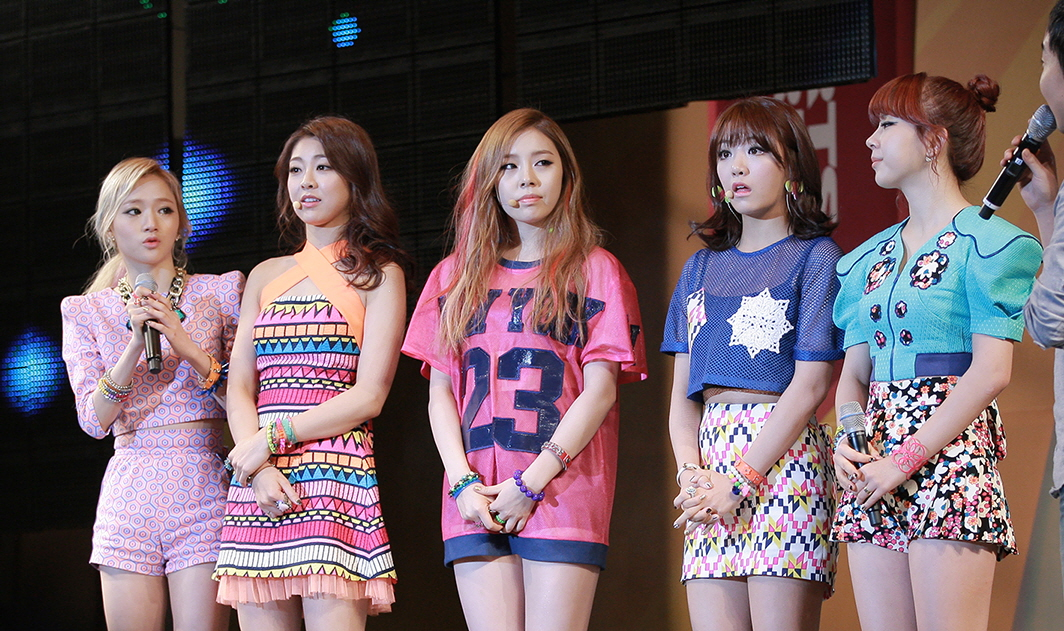
Ladies' Code vào năm 2013. Trái sang: Sojung, RiSe, Ashley, EunB và Zuny

Từ khi mới ra mắt, âm nhạc của Ladies' Code chủ yếu là nhạc Pop mang phong cách Retro. Billboard cho rằng nhóm là sự hòa hợp của "electro-pop hiện đại" với "các yếu tố cổ điển" và giọng ca đầy nội lực. Đĩa đơn ra mắt của nhóm - "Bad Girl" được miêu tả như một ca khúc có hơi hướng Swing/jazz với giọng ca rắn rỏi. Đĩa đơn tiếp theo của họ, "Hate You" được đánh dấu là một điểm khởi hành, trở lại với một bài hát mid-tempo dance với sự phối hợp giữa kèn đồng và guitar acoustic.
Những lần trở lại tiếp theo, nhóm vẫn giữ vững phong cách trước đó của mình, được Corynn Smith của MTV Iggy giải thích về bài hát chủ đề của EP thứ hai - "Pretty Pretty", bài hát là một ví dụ điển hình về phong cách "giàu tính retro" của nhóm, chuyển từ thể loại Swing của những năm 40 sang hỗn hợp các beat của nhưng năm 70 và 80.

### Ảnh hưởng
Ladies' Code cho biết Brown Eyed Girls và Wonder Girls chính là hình mẫu lý tưởng của nhóm. Vào tháng 9 năm 2013, thành viên Sunye của Wonder Girls' đăng một lời nhắn lên Twitter để ủng hộ Ladies' Code, nói rằng "Pretty Pretty" gợi về trong cô những bài hát cũ của Wonder Girls' như "Tell Me" và "So Hot".

## Thành viên
| Nghệ danh | Nghệ danh | Tên khai sinh | Tên khai sinh | Tên khai sinh | Ngày sinh                                    | Code name        |
| Latinh    | Hangul    | Latinh        | Hangul        | Hán-Việt      | Ngày sinh                                    | Code name        |
| --------- | --------- | ------------- | ------------- | ------------- | -------------------------------------------- | ---------------- |
| RiSe      | 리세      | Kwon Rise     | 권리세        | Quyền Lệ Thế  | 16 tháng 8, 1991 - 7 tháng 9, 2014 (23 tuổi) | Pure Code        |
| Ashley    | 애슐리    | Ashley Choi   | 애슐리 최     | Thôi Bất Nhã  | 9 tháng 11, 1991                             | Global Code      |
| Ashley    | 애슐리    | Choi Bitna    | 최빛나        | Thôi Bất Nhã  | 9 tháng 11, 1991                             | Global Code      |
| EunB      | 은비      | Go Eunbi      | 고은비        | Cao Ân Phi    | 23 tháng 11, 1992 - 3 tháng 9, 2014 (21 tuổi | Lovely Code      |
| Sojung    | 소정      | Lee Sojeong   | 이소정        | Lý Tố Trinh   | 3 tháng 9, 1993                              | Funky Code       |
| Zuny      | 주니      | Kim Joomi     | 김주미        | Kim Châu Mỹ   | 8 tháng 12, 1994                             | Pretty Chic Code |

## Danh sách đĩa nhạc

### Album

#### EPs
| Tên                   | Thông tin                                                                                     | Thứ hạng cao nhất | Doanh số     |
| Tên                   | Thông tin                                                                                     | HQ                | Doanh số     |
| --------------------- | --------------------------------------------------------------------------------------------- | ----------------- | ------------ |
| Code#01 Bad Girl      | - Phát hành: 7 tháng 3 năm 2013 - Hãng đĩa: Polaris Entertainment - Định dạng: CD, tải nhạc   | 11                | - HQ: 2,531+ |
| Code#02 Pretty Pretty | - Phát hành: 6 tháng 9 năm 2013 - Hãng đĩa: Polaris Entertainment - Định dạng: CD, tải nhạc   | 14                | - HQ: 4,514+ |
| Strang3r              | - Phát hành: 13 tháng 10 năm 2016 - Hãng đĩa: Polaris Entertainment - Định dạng: CD, tải nhạc | —                 | —            |

#### Album đĩa đơn
| Tên       | Thông tin                                                                                    | Thứ hạng cao nhất | Doanh số    |
| Tên       | Thông tin                                                                                    | HQ                | Doanh số    |
| --------- | -------------------------------------------------------------------------------------------- | ----------------- | ----------- |
| Kiss Kiss | - Phát hành: 7 tháng 8 năm 2014 - Hãng đĩa: Polaris Entertainment - Định dạng: CD, tải nhạc  | 4                 | - HQ: 2,701 |
| Myst3ry   | - Phát hành: 24 tháng 2 năm 2016 - Hãng đĩa: Polaris Entertainment - Định dạng: CD, tải nhạc | 14                | - HQ: 2,992 |

### Đĩa đơn
| Tên | Năm  | Thứ hạng cao nhất | Thứ hạng cao nhất | Thứ hạng cao nhất | Doanh số             | Album                         |
| Tên | Năm  | HQ                | KOR Hot 100*      | US World          | Doanh số             | Album                         |
| --- | ---- | ----------------- | ----------------- | ----------------- | -------------------- | ----------------------------- |
| Bad Girl" | 2013 | 34                | 45                | —                 | - HQ (DL): 383,265+  | Code#01 Bad Girl              |
| "Hate You" | 2013 | 13                | 24                | —                 | - HQ (DL): 134,401+  | Code#02 Pretty Pretty         |
| "Pretty Pretty" | 2013 | 16                | 24                | —                 | - HQ (DL): 811,176+  | Code#02 Pretty Pretty         |
| "So Wonderful" | 2014 | 14                | 18                | —                 | - HQ (DL): 392,842+  | Đĩa đơn không nằm trong album |
| "Kiss Kiss" | 2014 | 50                | —                 | 21                | - HQ (DL): 130,243+  | Kiss Kiss                     |
| "Smile Even If It Hurts" | 2015 | 18                | —                 | —                 | - KOR (DL): 124,280+ | Đĩa đơn không nằm trong album |
| "Galaxy" | 2016 | 36                | —                 | 9                 | - HQ (DL): 114,590+  | Myst3ry                       |
| "The Rain" | 2016 | —                 | —                 | —                 | —                    | Strang3r                      |
| *The Billboard K-pop Hot 100 ngừng hoạt động từ 16 tháng 7 năm 2014. "—" cho biết Album không lọt vào bảng xếp hạng hoặc không được phát hành tại khu vực này. |      |                   |                   |                   |                      |                               |

### Các bài hát khác
| Tên                  | Năm  | Thứ hạng cao nhất | Thứ hạng cao nhất | Doanh số            | Album                 |
| Tên                  | Năm  | HQ                | US World          | Doanh số            | Album                 |
| -------------------- | ---- | ----------------- | ----------------- | ------------------- | --------------------- |
| "I'm Fine Thank You" | 2014 | 3                 | 6                 | - HQ (DL): 481,766+ | Code#02 Pretty Pretty |
| "My Flower"          | 2016 | —                 | 15                |                     | Myst3ry (single)      |
| "Chaconne"           | 2016 | —                 | 17                |                     | Myst3ry (single)      |

### Nhạc phim
| Tên                | Năm  | Thứ hạng cao nhất | Thứ hạng cao nhất | Album                                        |
| Tên                | Năm  | HQ                | KOR Hot 100       | Album                                        |
| ------------------ | ---- | ----------------- | ----------------- | -------------------------------------------- |
| "Make Me Go Crazy" | 2014 | 59                | 43                | Flower Grandpa Investigation Unit OST Part 1 |